# Parlamentswahl in Usbekistan 2009/10

Verteilung der Sitze nach der Wahl:
Liberaldemokratische Partei Usbekistans: 53
Volksdemokratische Partei Usbekistans: 32
Milliy Tiklanish: 31
Adolat: 19
Ökologische Bewegung Usbekistans: 15

Die Parlamentswahl in Usbekistan 2009/10 wurde am 27. Dezember 2009 mit einer Stichwahl am 10. Januar 2010 abgehalten. Gewählt wurden die 150 Abgeordneten im Unterhaus des usbekischen Parlaments.

## Wahlsystem
Das Oliy Majlis ist das Parlament im usbekischen Zweikammersystem. Es besteht aus der gesetzgebenden Kammer, deren Abgeordnete direkt gewählt werden, und dem Senat. Mit einer Reform des Parlaments im Jahr 2008 wurde die Anzahl der Delegierten in der gesetzgebenden Kammer von 120 auf 150 erhöht. 135 Mandate wurden nach dem Prinzip der Mehrheitswahl in 135 Wahlbezirken vergeben. Dabei benötigte der siegreiche Kandidat die absolute Mehrheit der abgegebenen Stimmen, um in die gesetzgebende Versammlung einzuziehen. Gelang dies in einem Wahlbezirk keinem der angetretenen Kandidaten, wurde eine Stichwahl zwischen beiden erfolgreichsten Kandidaten des ersten Wahlgangs abgehalten. Neben diesen 135 gewählten Abgeordneten waren 15 Mandate für die Ökologische Bewegung Usbekistans reserviert. Diese Mandate wurden auf einem Parteitag der Ökologischen Bewegung vergeben, wobei jede der 14 Regionen Usbekistans mit einem Abgeordneten vertreten war. Neben diesen 14 Abgeordneten der Regionen entsandte die Ökologische Bewegung als 15. Abgeordneten ein Mitglied des Zentralrats der Partei. Im Rahmen der Anpassung des Wahlrechts im Jahr 2008 wurde zudem die benötigte Anzahl von Unterschriften für die Registrierung eines Kandidaten von 50.000 auf 40.000 gesenkt, außerdem wurde die Frist zur Registrierung von Parteien um zwei Monate verlängert. Diese Maßnahmen dienten offiziell der Stärkung des demokratischen Parteiensystems, fielen aber im Vergleich zum ansonsten repressiven Vorgehen der Regierung gegenüber jeglicher Art von Opposition kaum ins Gewicht. Zudem wurden im Gegensatz zur Parlamentswahl in Usbekistan 2004/05 keine Kandidaturen von unabhängigen Politikern akzeptiert. Präsident Islom Karimov begründete dies mit der Schwächung der Bedeutung politischer Parteien durch unabhängige Kandidaten, de facto bedeutete diese Maßnahme aber eine weitere Einschränkung des politischen Pluralismus.

## Kandidaten und Parteien
Die Maßnahmen zur Erleichterung der Registrierung von Parteien und Kandidaten zeigten keinerlei Effekt, sodass lediglich vier Parteien bei der Parlamentswahl antraten. Dabei handelte es sich um die Volksdemokratische Partei Usbekistans, die Liberaldemokratische Partei, Milliy Tiklanish und die sozialdemokratische Partei Adolat. Im Vergleich zur vorangegangenen Parlamentswahl 2004/05 schrumpfte die Zahl der registrierten Parteien damit von fünf auf vier. Dies lag an dem Zusammenschluss der Volksdemokratischen Partei und der Partei Fidokorlar, die zuvor als drittstärkste Fraktion im usbekischen Parlament vertreten war. Alle vier Parteien galten als loyal gegenüber dem Präsidenten und seiner Politik, Oppositionsparteien waren zur Wahl demnach nicht zugelassen. Insgesamt nominierten die vier Parteien 517 Kandidaten, am Wahltag standen nach dem Rückzug von 13 Kandidaturen schließlich 504 Kandidaten zur Wahl. Bei der Nominierung der Kandidaten galt dabei für alle Parteien eine Frauenquote von 30 %.

## Wahlkampf
Im Vorfeld der Wahl fand in begrenztem Maße ein Wahlkampf zwischen den registrierten Parteien statt, wobei Unterschiede zwischen den Parteien deutlich wurden. Während sich die Liberaldemokraten für weitere Wirtschaftsreformen aussprachen, legten die Volksdemokraten den Schwerpunkt eher auf eine Verbesserung des Sozialsystems. Die sozialdemokratische Partei Adolat machte den Kampf gegen die Korruption im Land und die Steigerung der Effizienz staatlicher Behörden zu einem zentralen Thema der Partei. Die Partei Milliy Tiklanish unterdessen betonte die Bedeutung nationaler Kultur und Tradition und forderte deren Wahrung und Förderung. Hinsichtlich der Wahlkampfmittel waren die Möglichkeiten aller Parteien begrenzt. Die Zentrale Wahlkommission organisierte in Zusammenarbeit mit lokalen Amtsträgern Veranstaltungen zur Vorstellung der Kandidaten, Wahlkampfveranstaltungen der Parteien spielten kaum eine Rolle. Allen Parteien wurden zudem standardisierte Wahlplakate zur Verfügung gestellt, die Informationen zu den Kandidaten enthielten. Im Fernsehen wurden im Vorfeld der Wahl gelegentlich Talkshows und Fernsehduelle zwischen führenden Politikern ausgestrahlt. Die Finanzierung des Wahlkampfs war strikten Regeln unterworfen, um die Chancengleichheit zwischen den Parteien und den Kandidaten zu wahren, diese Maßnahme sorgte darüber hinaus allerdings für das niedrige Budget der meisten Kandidaten, das einen intensiven Wahlkampf kaum möglich machte. Durch den Ausschluss von Oppositionsparteien von der Wahl wurde außerdem eine kontroversere politische Auseinandersetzung unmöglich gemacht.

## Ergebnis
In 96 der 135 Wahlbezirke wurde bereits im ersten Wahlgang ein Kandidat mit absoluter Mehrheit gewählt, in den übrigen 39 Wahlbezirken wurden Stichwahlen abgehalten. Die Liberaldemokratische Partei konnte in der Endabrechnung mit 53 Sitzen ihren Status als stärkste Fraktion im usbekischen Parlament wahren. Zu den Gewinnern der Wahl zählte zudem die Partei Milliy Tiklanish, die im Vergleich zur vorherigen Wahl deutliche Zugewinne verzeichnen konnte. Die Wahlbeteiligung wurde für den ersten Wahlgang mit 87,76 % und für die Stichwahl mit 79,7 % angegeben. Im neu gewählten Parlament waren 33 weibliche Abgeordnete vertreten, was einem Anteil von 22 % entspricht.
| Partei                                | Mandate (1. Wahlgang) | Mandate (2. Wahlgang) | Mandate (gesamt) | Veränderung zu 2004/05 |
| ------------------------------------- | --------------------- | --------------------- | ---------------- | ---------------------- |
| Liberaldemokratische Partei           | 33                    | 20                    | 53               | +12                    |
| Volksdemokratische Partei Usbekistans | 22                    | 10                    | 32               | +4                     |
| Milliy Tiklanish                      | 25                    | 6                     | 31               | +20                    |
| Adolat                                | 16                    | 3                     | 19               | +9                     |
| Ökologische Bewegung                  | 0                     | 0                     | 15               | +15                    |
| Fidokorlar                            | 0                     | 0                     | 0                | −18                    |
| Unabhängige                           | 0                     | 0                     | 0                | −12                    |
| Gesamt                                | 96                    | 39                    | 150              | +30                    |

## Folgen
Die innenpolitischen Folgen der Wahl waren begrenzt, da der Rückhalt des Parlaments für den Kurs des Präsidenten vor der Wahl wie nach der Wahl gesichert war. Durch diese Konstellation war die Machtposition Karimovs weiterhin unangreifbar und dieser konnte seine autoritäre Herrschaft weiter festigen. In den regelmäßig abgehaltenen Parlamentswahlen sahen Beobachter den Versuch Karimovs, eine staatlich gelenkte Demokratie als Legitimation seiner Politik aufrechtzuerhalten. Außenpolitisch blieben die Wahlen ohne Konsequenzen für Usbekistan, westliche Nationen wie die Vereinigten Staaten oder die Staaten der Europäischen Union verzichteten auf laute Kritik an der Vorgehensweise von Präsident Karimov. Dies war vor allem auf die Rolle Usbekistans als Verbündeter im Krieg in Afghanistan und das strategische Interesse an Stabilität in Usbekistan zurückzuführen.

## Bewertung
Neben nationalen Beobachtern war auch eine Beobachtermission der Organisation für Sicherheit und Zusammenarbeit in Europa am Wahltag vor Ort. Diese lobte den friedlichen und geregelten Ablauf der Wahl und erkannte vereinzelte Bemühungen zur Verbesserung des Wahlrechts an, kam aber insgesamt zu dem Fazit, dass die Wahl demokratischen Standards nicht entsprochen habe. Kritisiert wurde vor allem der mangelnde Pluralismus in Folge des Ausschlusses der Opposition. Auch die festgeschriebenen Mandate für die Ökologische Bewegung und das Verbot unabhängiger Kandidaturen wurden als undemokratisch kritisiert. Hinsichtlich der Durchführung der Wahl kritisierten die Beobachter unter anderem mangelnde Transparenz bei der Auszählung der Stimmen und die unzureichende Qualität des Wählerverzeichnisses, das zahlreiche Unregelmäßigkeiten zuließ, unter anderem wurden Fälle von mehrfacher Stimmabgabe beobachtet. Präsident Karimov selbst äußerte sich am Wahltag, wobei er sein Land als krisenfest bezeichnete und die hohe Wahlbeteiligung als Zeichen seiner Popularität wertete.